# Droga wojewódzka 129
Die Droga wojewódzka 129 (DW 129) ist eine Woiwodschaftsstraße in Polen, die zwei Dörfer: Sarbinowo und Dąbroszyn verbindet. Die Gesamtlänge beträgt 4 Kilometer. 
Die Straße führt durch zwei Woiwodschaften: die Westpommern und Lebus und deren zwei Kreise: Myślibórz und Landsberg an der Warthe.